# Geyer Stefi
Geyer Stefi (Budapest, 1888. június 23. – Zürich, 1956. december 11.) hegedűművésznő, a Zürichi Konzervatórium koncertszakának hegedűtanára, a Geyer Stefi-Kvartett és a Collegium Musicum Zürich alapítója, a Lucerni Fesztiválzenekar első hegedűszólamának tagja. Bartók Béla, Hubay Jenő, Othmar Schoeck, Willy Burkhard, Walter Schulthess, Émile Jaques-Dalcroze hegedűversenyeinek dedikáltja.

## Élete
Orvosi-zenei családból származott: apja, Geyer József törvényszéki orvos volt, aki hegedűn és brácsán adott elő; bátyja, ifj. Geyer József pedig számos orgonaépítészeti mű szerzője, organológus és a Zeneakadémia könyvtárosa illetve orgonaépítészeti előadója volt. Édesanyja Zipernowsky Fanny, Zipernowsky Károly híres feltaláló, a magyar elektrotechnikai oktatás megalapítójának testvére. Hegedűtanulmányait Hubay Jenő mesteriskolájában végezte a Zeneakadémián, Szigeti József és Vecsey Ferenc mellett mestere iskolájának első jelentős, külföldön is elismert képviselője volt. Csodagyerek volt; játékával már tizenéves korában lenyűgözte Európát, Amerikát. 1895-ben lépett fel első ízben nyilvánosan.
1900. december 17-én szenzációs sikert aratott a bécsi Musikvereinben Ellen Gulbranson svéd énekesnő és korabeli ünnepelt díva koncertjének köztes számaként. 1901-től számos turnét tett európai és amerikai városokban, Erzsébet román királyné, a porosz és angliai uralkodó előtt jelent meg játékával. A pápa előtt is játszott, Spanyolországban Sarasate szülővárosában, Pamplonában arcképét a híres hegedűsé mellé illesztették.
Klasszikus és romantikus művek előadásával tűnt ki. 1907 májusától közeli kapcsolatban volt Bartók Bélával, Viszonzatlan szerelmét idézi meg a Bartók: Két arckép című zenekari mű, valamint a Geyer Stefinek dedikált posztumusz hegedűverseny, az I. vonósnégyes és a 14 Bagatell két műve (“Ma mie qui danse”, “Elle est morte...”). A Geyer Stefi-motívum (d-fisz-a-cisz) egészen az 1939-es évekig, a Divertimentóig kíséri Bartók zenéjét. Levélváltásuk fontos zenetörténeti dokumentum, barátságuk 1929-től követhető újra nyomon. 1908-ban a svájci Othmar Schoeck zeneszerző is szerelemre lobbant iránta, vonzalmának több neki dedikált mű lett gyümölcse: a D-dúr hegedűszonáta op. 16, az Albumblatt, az 1910–1912 között keletkezett B-dúr hegedűverseny “quasi una fantasia”. Ez utóbbit, Bartók hegedűversenyével ellenben (melyet először 1958-ban, halála után mutattak be Bázelben a Bartók-Fesztivál keretében Hans-Heinz Schneeberger hegedűművész közreműködésével) Geyer Stefi számtalanszor játszotta a nyilvánosság előtt is, 1947-ben pedig lemezre vette a Tonhalle Zenekarával Volkmar Andreae vezénylete alatt.
1911-től 1919-ig Bécsben élt, dr. Edwin Otto Sigismund Jung bécsi ügyvédhez ment férjhez. 1920-ban, miután Jung 1918 novemberében a spanyolnáthajárványban meghalt, Walter Schulthess svájci zeneszerző, zongorista, koncertügynök felesége lett. Zürichben telepedett le, ahol mint Svájc egyik legkiválóbb hegedűművészét tartották számon. 1921-ben született meg egyetlen lánya, Rosmarin Jaggi-Schulthess, szintén hegedűművész, a Zürichi Operaház második hegedűszólamának tagja. Férjével, aki rendszeres zongorakísérője volt, intenzív turnékon vettek részt Európa számos országában, 1924-ben amerikai koncertkörútra indult. 1934-től a Zürichi Konzervatórium koncertszakának hegedűtanára lett; 1941-től 1945-ig vezette az általa alapított Geyer Stefi-Kvartettet: további tagjai Rudolf Baumgartner (második hegedű), a későbbi Lucerne Festival Strings vezetője, Ottavio Corti (brácsa) és Eric Guignard (cselló). Szintén 1941-ben férjével közösen megalapította a Zürichi Collegium Musicum zenekarát, melynek vezénylésére Paul Sachert kérték fel. Geyer Stefi az együttes első koncertmestere volt egészen haláláig.
Geyer Stefi különleges kapcsolatokat ápolt Norvégiával, ahol először 1910-ben jelent meg. Majd 20 évig járt vissza, sokszor akár féléves koncertkörutakra, amelyek során bejárta az országot déltől északig. Hatalmas népszerűségnek örvendett, néhol akár 3000 ember hallgatta játékát, koncertjeit sok ízben többször is meg kellett ismételnie.
További emlékezetes megjelenései voltak a Wilhelm Backhaus zongoraművésszel előadott, összes Beethoven-hegedűszonátát bemutató estjei Svájcban, 1932-ben közös fellépése volt a Zürichi Színházban Richard Strauss zeneszerzővel, illetve 1950-ben közreműködése Pablo Casals első Johann Sebastian Bach-Fesztiválján Pradesben. Férjével Walter Schulthess-szel, aki többek között a Lucerni Fesztivál egyik alapító tagja volt, olyan művészekkel álltak szoros barátságban, mint Wilhelm és Elisabeth Furtwängler, Hermann Hesse, Othmar Schoeck, Bartók Béla, Edwin Fischer, Elisabeth Schwarzkopf és mások.
2015-től a Zürichi Zeneművészeti Főiskola gyűjti Geyer Stefi életművének dokumentumait, hogy első alkalommal tárja fel teljességében az eddig szétszórtan fellelhető ismereteket.